# Leóbótes
Leóbótes nebo Leobotés nebo Labótas (starořecky Λεωβώτης a Λαβώτας) byl král Sparty (pravděpodobně mytický) přibližně v polovině devátého století před Kr. (Možná 870–840 před Kr.). Pocházel z královského rodu Agiovců.
Leóbótes byl podle seznamů antických historiků čtvrtým panovníkem královského rodu Agiovců od jeho legendárního zakladatele Eurysthena. Předpokládá se, že vládl přibližně v polovině devátého století před Kr. (Mnozí historici ho považují za mytického krále). Leóbótes a jeho předchůdci vládli po období pádu mykénské civilizace (kolem roku 1200 před Kr.), v období, které často označujeme za "temné", protože nemáme přímý důkaz o těchto časech. Nepřímé informace nám poskytují Homérovy díla Ilias a Odysseia. Z těchto děl se dočteme, že králové (basileus) pocházeli z významných rodů, kontrolu nad nimi vykonávala rada starších šlechticů a lid, který měl také svou radu, hodnotil práci vůdců a diskutoval o obecných zájmech.
Bližší informace o králi Leóbótovi nám podává historik Hérodotos žijící v pátém století před Kr. Podle Hérodota byl Leóbótes ještě mladý, když zemřel jeho otec Echestratos, a proto se jeho regentem stal otcův bratr Lykúrgos. Během svého regentství Lykúrgos zavedl nové zákony, založil státní instituce Gerúsia a Eforie as těmito opatřeními zajistil ve Spartě pořádek a stabilitu (Plutarchos a Pausanias kladou Lykurgovo působení do období nástupců Leóbóta ).
Když Leóbótes dospěl, ujal se samostatné vlády, během níž, jak nám to zaznamenal Pausaniás, vedl válku s Argem o území Kynúrie. Po invazi Dórů (kolem roku 1200 před Kr.) si Kynúrii rozdělili Sparta a Argos. Vzhledem ke své geografické poloze se Kynúrie stala jablkem sváru mezi Spartou a Argem na dlouhá století. První bitvy se vedly za vlád Echestrata a Leóbóta a skončily dobytím celé Kynúrie Spartou až v roce 545 před Kr. v tzv. Bitvě 300 bojovníků. Po smrti Leóbóta se jeho následníkem stal syn Doryssos.